# Theodóros Abú Kurra
Theodóros Abú Kurra (před nebo kolem 750 Edessa – 820 až 825) byl arabský křesťanský mnich, teolog a spisovatel ze Sýrie, melchitský biskup v Harránu. Vedl náboženské polemiky s muslimy, židy, monofyzity i obrazoborci. Je prvním známým křesťanským spisovatelem v arabštině.

## Život
Theodóros se narodil v Edesse kolem roku 750. V teologickém centru Východu získal základní vzdělání, pak odešel do Kláštera svatého Sávy Osvíceného (Mar Sabas) nedaleko Jeruzaléma. Tam hlouběji poznal učení církevních otců a teologů. Možná se zde naučil i řecky. Kromě křesťanské nauky studoval v Bagdádu i Korán. Asi v roce 813 se stal harránským biskupem, v úřadu ovšem vydržel jen několik let. Názory na jeho konec v úřadu se liší. Některé zdroje tvrdí, že byl sesazen antiochijským patriarchou Theodoretem, ale objevují se i názory, že odstoupil sám. Po odchodu z Harránu znovu odešel do kláštera. Během svých cest do Egypta, Arménie a po Sýrii vedl učené debaty s příslušníky jiných náboženství a hodně psal. Kolem roku 820 byl znovu zvolen biskupem v Harránu. V roce 824 se možná zúčastnil velké debaty na dvoře abbásovského kalifa Al-Ma'múna v Bagdádu. Přestože byl Theodóros zpravidla vnímán jako horlivý ochránce ortodoxie hodnot, pozdější badatelé poukazují na to, že byl i pionýrem ve snahách o smír s východními křesťanskými společenstvími.

## Dílo
Theodóros patříl k plodným spisovatelům své doby. Psal arabsky a syrsky, počtem však dnes převažují jeho díla napsaná v řečtině. Minimálně některá z nich ale mohou být pozdějšími překlady. Mezi Theodórovy vzory patřili Jan Damašský, který byl zřejmě jeho učitelem, a Leontios Byzantský. Jana Damašského dokonce nazývá svým (duchovním) otcem.
Do dnešních dnů se dochovalo 12 Theodórových děl v arabštině a 43 v řečtině (možná překlady). 30 prací napsaných v syrštině se nedochovalo. Theodóros je také autorem dopisu adresovaného Arménům, které přesvědčoval, aby uznali autoritu chalkedonského koncilu, a dnes ztraceného dopisu papeži. Pokyn k jeho napsání mu dal jeruzalémský patriarcha Tomáš Jeruzalémský. Theodóros možná napsal i velkou avšak nevydanou teologickou summu a někdy mu je také připisován Leontiův spis O herezích. Jeho díla byla často překládána do jiných jazyků.